# Persea acunae
Persea acunae är en lagerväxtart som beskrevs av A. Borhidi & N. Imchanitskaya. Persea acunae ingår i släktet avokador, och familjen lagerväxter. Inga underarter finns listade i Catalogue of Life.